# Crisis de las pirámides en Colombia
La Crisis de las Pirámides o el Escándalo de las Pirámides son los nombres dados en Colombia a una serie de acontecimientos ocurridos en 2008 dados a raíz de la quiebra e intervención estatal de varias empresas que, bajo diferentes figuras, ofrecían grandes retornos de inversión a sus clientes y que han sido acusados por las autoridades colombianas de actividades ilegales tales como esquemas piramidales, captación ilegal de dinero y lavado de dinero. La sospecha de inversiones en pirámide ha hecho que los medios de comunicación se refieran originalmente a todas estas empresas como Pirámides, aunque se sospecha que algunas de ellas esconden otro tipo de delitos tales como blanqueo de activos producto de otras actividades ilegales, principalmente del narcotráfico.
La locura por las pirámides logró penetrar gran parte de los distintos niveles socioeconómicos colombianos, la influencia sobre la política y a su vez la competencia entre distintas pirámides terminó por suscitar no solo una crisis en los departamentos más afectados como lo fueron Putumayo, Nariño, Cauca, Valle y el Eje cafetero, sino que a su vez la crisis logró afectar la economía del país.
El punto álgido de la crisis se dio en noviembre cuando el presunto esquema Ponzi Proyecciones D.R.F.E. quedó ilíquido en algunas ciudades del suroriente colombiano, lo que produjo una intervención estatal que en su momento fue denunciada por dueños y clientes de DFRE como propiciadora del quiebre definitivo. En virtud de las protestas que generó esta intervención y las denuncias a D.M.G Grupo Holding S.A. de ser o bien una pirámide o bien un lavadero de activos, el gobierno decretó un estado de emergencia social el 17 de noviembre. Bajo este estado de excepción, la Superintendencia de Comercio decretó la disolución de DMG y la fiscalía ordenó la captura de su representante legal David Murcia Guzmán y otros seis de sus socios.

## Efectos económicos y sociales
El gran esparcimiento de las pirámides alrededor de Colombia ha afectado no solo a diversos pueblos sino a su vez a departamentos enteros del país. Entre los más afectados se puede encontrar a Nariño y a Putumayo. En donde existían pueblos en donde más del 90% de la población había invertido en algún tipo de sistema piramidal.
Según datos del Observatorio Económico de Pasto, un documento que semestralmente elabora la Cámara de Comercio de San Juan de Pasto con ayuda de otras entidades, reveló que en el primer semestre de 2008 el Departamento de Nariño bajó su productividad en un 4.1% al igual que el consumo, especialmente en víveres, abarrotes, licores y en general la agroindustria. Lo cual se presume es debido al fenómeno de las pirámides, especialmente Proyecciones D.R.F.E. y DMG con una gran actividad en dicho Departamento. Esto se debe, según se explica a la escasez de trabajadores en el campo, ya que prefirieron ganar su sustento por medio de las pirámides antes que trabajar.
Grandes protestas y saqueos se han dado alrededor de Colombia como a su vez se ha atacado tanto a los líderes y bienes físicos de los principales promotores de pirámides. A su vez el comercio de las ciudades se ha visto afectado ya que muchas personas que invirtieron en estos esquemas han saqueado distintas empresas en sus pueblos y ciudades.

## Empresas de captación ilegal
El Código Penal Colombiano tipifica el delito de «captación masiva y habitual de dinero», con el fin de proteger el ahorro del público frente a empresas que funcionan como entidades financieras sin las debidas autorizaciones y controles estatales. Esta captación ilegal ha sido la forma habitual de procesar, entre otros, a los esquemas piramidales, tales como los esquemas Ponzi.
Muchas de las empresas sindicadas utilizan figuras jurídicas para presentarse como empresas legalmente constituidas de inversión en finca raíz, divisas, o comercialización de bienes.

### Lista de captadores ilegales de dinero
| - Group Winner - Proyecciones D.R.F.E. - Costa Caribe - People Winner - S.P Progresar - Divino Niño Jesús de Praga. - Inversiones Alina - Universal de Inversiones - Inversiones Bonilla - Trébol Inversiones - EuroAcciones - Inversiones Mar de Plata - Fundación FPC - Superservi - Inversiones Anglo - Inversiones H y R - Inversiones MGA - F.A.P - D.I.O - Superservice - Convenio Motor Ltda - Taxis cab. Ltda - Sintra Ltda - Admicar - El mundo de los regalos y/o inversiones en red - Word Business Panama E.U. - Travel Tour Inversiones - Fundación Crea y Sueña-Funseca | - J&J Cleans Ltda - Empresa Unipersonal de Desarrollo - Speed Cash Ltda. - El Mundo Global del Dinero Ltda. - Comercializadora I.I.P S.A - Inversiones Flor del Llano - Fundación Solidaridad Merco - Inversiones Internacionales Golden Gate S.A - Inversiones Grupo Safengo E.U. - Evolution Market Group - DMB World Business - New Working Ltda - Rapi Red - MetaIndex - GoArbit - Century franchise |

### Afectados y monto de estafas
| Pirámide                      | Número de afectados | Monto de la estafa                                          | Promesa |
| ----------------------------- | ------------------- | ----------------------------------------------------------- | --- |
| Proyecciones D.R.F.E.         | 6 millones          | 2 billones de pesos                                         | 70% de interés mensual, pero en el mes de septiembre subieron a un 150% mensual. Mínimo a invertir: 2 millones. Máximo: --                                                      |
| David Murcia Guzmán DMG       | 500 mil             | No disponible. Ingresos de 72 mil millones de pesos en 2007 | Pago de interés de hasta 150% en seis meses. Se ingresa comprando una tarjeta prepago de 50 mil pesos a 50 millones de pesos y suministrando teléfonos de al menos 3 referidos. |
| Maria Rojas - Pasto           | No disponible       | 70 mil millones de pesos                                    | No disponible |
| Futuro en Red - Wilson Obando | 80 mil personas     | 5 mil millones                                              | Aporte de 50 mil pesos para recibir 4 millones en 8 meses |
| MultiInversiones de los Andes | No disponible       | 5 mil millones                                              | No disponible |
| Red Line                      | No disponible       | 10 mil millones                                             | No disponible |

## Legislación
Desde 1982 se sanciona en Colombia la captación masiva y habitual de dinero como delito penal por parte de personas o compañías no autorizadas, esto es que toda persona o institución que preste servicios financieros debe estar autorizada por la Superintendencia Financiera o incurrirá en un delito. Esta tipificación se ha pretendido aplicar a los esquemas Ponzi e, incluso, a las pirámides abiertas.
A raíz del escándalo desatado por DFRE en noviembre de 2008, el gobierno decretó un estado de emergencia social y bajo este emitió decretos autorizando a la Superintendencia de Comercio para intervenir y cerrar empresas que se consideran sospechosas de captar dineros del público, prestar dinero a usura o lavar dinero, entre otros delitos financieros, además de aumentar drásticamente las penas para este delito.